# رابرت دوروکس (بازیکن راگبی)
رابرت دوروکس (انگلیسی: Robert Devereux; ۲۴ اوت ۱۸۹۷ – ۲۸ آوریل ۱۹۷۴) بازیکن راگبی ۱۵ نفره اهل ایالات متحده آمریکا بود.

## حرفه ورزشی
در طول دوران ورزشی خود، او با باشگاه استنفورد کاردینال و سپس باشگاه المپیک همراه بود.
او با تیم ملی ایالات متحده در مسابقات اتحادیه راگبی در بازی‌های المپیک تابستانی ۱۹۲۴ بازی کرد. او در هر دو مسابقه این رقابت‌ها شرکت کرد که در آن آمریکایی‌ها در ۱۱ مه در ورزشگاه Stade de Colombes رومانی را ۳۷–۰ شکست دادند و یک هفته بعد فرانسه را با نتیجه ۱۷–۳ شکست دادند. با پیروزی در هر دو مبارزه، آمریکایی‌ها برنده مسابقات شدند و بدین ترتیب مدال طلای المپیک را کسب کردند.
این تنها حضور او برای تیم ملی بود.
او همراه با دیگر مدال آوران طلای اتحادیه راگبی آمریکا، در سال ۲۰۱۲ به تالار مشاهیر IRB معرفی شد.